# Яків Гамалія

Герб роду Гамалій-Висоцьких Дрия

Гамалія (Васютинський, Висоцький) Яків (нар. невідомо, можливо 1673 — пом. невідомо,) — козацький військовий та державний діяч, паволоцький полковник.

## Життєпис

### Походження
Місце та час народження Якова Гамалії невідомі. За однією версією, походив із козацької сім'ї Василя Гамалії, який був вписаний до Реєстру Війська Запорозького 1649 року в складі Шубцевої сотні Черкаського полку, доводився молодшим братом черкаського полковника Михайла Гамалії. За іншою версією, був сином православного шляхтича Герасима Висоцького гербу «Дрия» з Летичівського повіту. На користь першої версії свідчить друге прізвище або прізвисько Я. Гамалії— Васютинський, котре, ймовірно, було дане йому по батьку Василю (Васюті).
Наприкінці XVIII століття Гамалії розповідали, що вони походять від давнього шляхетського роду Висоцьких, які жили в Подільському воєводстві в Летичівському повіті. Перший з відомих, який жив там на своїх шляхетських маєтностях, називався Михайло Висоцький, а брат його— Яків Висоцький. Документальні дані показують, що уже брати Михайло і Яків називалися Гамаліями. В. Модзалевський зазначає, що шляхетство обох братів Висоцьких Гамаліїв було видумане в кінці XVIII століття, коли козацькій старшині було дозволено записуватися до родовідних книг.

### Гетьманування Петра Дорошенка. На посаді паволоцького полковника
Основні відомості про Якова Гамалію відносяться до 1673-1674 років. Очевидно, дещо раніше цього періоду його сестру пошлюбив молодший брат гетьмана Петра Дорошенка Андрій.
Деякі дослідники вважають, що Яків Гамалія замінив на посаді паволоцького полковника свого небожа Григорія Гамалію, після того, як останнього на межі 1673-1674 років було призначено генеральним осавулом. Хоча в документах ще навесні 1673 року як паволоцький полковник вперше згадується шваґер Я. Гамалії, Андрій Дорошенко. Надалі А. Дорошенко та Я. Гамалія часто згадуються майже одночасно як паволоцькі полковники. Імовірно, перший, у зв'язку з неодноразовими призначенням наказним гетьманом, часто полишав полковництво на свого шваґра, якого, можливо, призначав наказним полковником.

#### Оборона Корсуня
У лютому 1674 року Яків уперше згадується як паволоцький полковник. Тоді Петро Дорошенко доручив семи правобережним полковникам («корсунским Михайлом Рославцем, уманским Ефимом Торговицким, брацлавским Григорием Белогрудом, подольским (реально— брацлавському) Григорием Дорошенком, могилевским Остапом Гоголем, паволоцким Андреем Седым (Дорошенком), кальницким Андреем»), а також деяким полкам серденят, під орудою наказного гетьмана Григорія Гамалії, обороняти Корсунь від військ І. Самойловича та князя Григорія Ромодановського, після того, як останні зайняли Черкаси й Канів.
Імовірно, під час оборони Корсуня Андрій Дорошенко був також призначений наказним гетьманом, посаду паволоцького полковника зайняв його шурин Яків Гамалія. В Корсуні під орудою А. Дорошенка стояли полки Корсунський, Брацлавський, Кальницький, Подільський і Паволоцький. Дізнавшись, що корпус Г. Дорошенка розгромлений під Лисянкою і, що Самойлович рушив на Корсунь, полковники, за винятком паволоцького Якова Гамалії, який з Андрієм Дорошенком утік до Чигирина, збунтувалися проти свого гетьмана, незадоволені його протурецько-протатарським курсом, і в Лисянці присягли на вірність лівобережному гетьману.
На Переяславській раді 17 (27) березня 1674 року, яка проголосила І. Самойловича гетьманом обох сторін Дніпра, старшина 10 правобережних полків, зокрема й частини Паволоцького, присягнула на вірність цареві. В списках полковників, яким на початку квітня того ж року було надіслано царську грамоту, де обіцяно «хранить их в царской милости», паволоцьким полковником пойменовано Костянтина Мигалевського, котрий, очевидно, настільки встиг прислужитися І. Самойловичу, що останній надав йому цей уряд. Дійсний паволоцький полковник Яків Гамалія залишився вірним П. Дорошенку.

#### Битва під Смілою
Під час битви під Смілою 9 (19) червня з лівобережними полками під проводом Р. Дмитрашка-Райчі, козацький корпус, очолюваний А. Дорошенком та Г. Гамалією, зазнав поразки, в тому числі, через втечу татар. Брат гетьмана був поранений і разом зі своїми родичами Гамаліями («Гамалеенками»— Григорієм та Яковом і, можливо, Андрієм) й П. Яненком-Хмельницьким, відступив до Жаботина. Дмитрашко-Райча вирушив з-під Сміли зі своїм військом і з гарматами під Жаботин, але поніс великі втрати та відступив до Сміли.

#### Оборона Паволочі
Після цієї виправи Я. Гамалія, імовірно, був відправлений на чолі залишків Паволоцького полку та сердюків для укріплення та утримання міста Паволочі. Під це місто, яке залишилося фактично одним вірним гетьманові Дорошенку на Київщині, близько 20 (30) липня, І. Самойлович направляє Лубенський полк на чолі з генеральним осавулом, військовим суддею Павлом Животовським. Останній мав захопити місто «при Гомалеѣ обрѣтающихся, которіе примѣромъ превратного предводителя своего Дорошенка». На допомогу П. Животовському київський воєвода Ю. Трубецькой прислав 1827 стрільців, драгунів і солдатів під проводом Михайла Уварова та Луки Ізєдінова та підполковника драгунів Петра Делоргія. 6 (16) серпня московський відділ зійшовся з Животовським під Паволоччю; зразу ж покопали під містом шанці і почали обстрілювати Паволоч гранатами. З міста безперестанно чинили вилазки. 8 (18) серпня пішли на штурм, але обложені пильнували на стінах і відбили штурм, а підійти ж непомітно під мури було неможливо, бо ніч була ясна. Козаки участі в штурмі не взяли і москалям помочі не подали. Того ж дня Ю. Трубецькой, одержавши звістку про похід орди під Ставище й Білу Церкву, віддав наказ своїм загонам відступати назад до Києва, забравши гармати і всі запаси. Так скінчилася облога Паволочі.
Подальша доля Якова Гамалії залишається невідомою. Дослідник М. Крикун указує, що під час облоги турецько-татарською армією Ладижина 10 (20) серпня 1674 року, О. Гоголь і паволоцький полковник Яків Гамалія писали з турецького табору «по всем местам и местечком, чтоб, оставив московского государя, поддавалися туркам». Проте, оскільки в цей час Яків Гамалія знаходився в Паволочі й відбивав облогу московсько-козацьких загонів, тут мова, ймовірно, йде про його небожа Григорія Гамалію, який тоді знаходився в турецькому війську.

### Сім'я
З родини Я. Гамалії є відомості про його невідому на ім'я доньку, котра була першою дружиною чигиринського й паволоцького полковника і наказного гетьмана Андрія Дорошенка, молодшого брата гетьмана Петра Дорошенка. За іншими відомостями, дружиною Андрія Дорошенка була сестра Якова Гамалії.
Також, за інформацією В. Заруби, сином йому доводився Михайло Якович Гамалія (Васютинський). Він, очевидно, перейшов на Лівобережжя, 1705 року був Переяславським наказним полковником, а протягом 1707-1709 років — генеральним суддею. Хоча, за В. Модзалевським, останній був сином Андрія Михайловича Гамалії. Імовірно, що братом Я. Гамалії, скоріш за все, був полковник черкаський Михайло (Мисько) Герасимович Гамалія (Висоцький), від якого пішли усі пізніші Гамалії.